# Richeza di Lotaringia
Richeza di Lotaringia, chiamata anche Richenza, Rixa, Ryksa, (995/1000 – Saafeld, 21 marzo 1063) è stata una nobildonna tedesca per nascita, membro della dinastia degli Azzoni.
Sposò il duca Miecislao, in seguito re di Polonia come Miecislao II, diventando la prima regina di Polonia. Ritornò in Germania a seguito alla deposizione di suo marito nel 1031, in seguito divenne suora e oggi è venerata nella chiesa cattolica come Beata Richeza di Lotaringia.
La nobildonna ebbe tre figli conosciuti: Casimiro I il Restauratore, Richeza, che divenne regina d'Ungheria e Gertrude, che divenne gran principessa di Kiev. In uno studio del 2009 è stata indicata come madre putativa di Agata, moglie di Edoardo l'Esiliato e madre di Margherita del Wessex. In ogni caso, da lei discesero i sovrani delle dinastie Piast, Rurikid e Árpád. Quattro dei suoi discendenti della dinastia degli Árpád furono canonizzati: Elisabetta, langravia di Turingia, Kinga, duchessa di Cracovia, Margherita e Piroska d'Ungheria. Fu beatificata con un'altra dei suoi discendenti, Iolanda, duchessa della Grande Polonia. 

## Biografia

### Famiglia
Era la figlia di Azzo (anche chiamato Ehrenfried), conte palatino di Lotaringia, e di Matilde, figlia dell'imperatore Ottone II e Teofano. Potrebbe anche essere la figlia maggiore di Azzo e Matilde. Tramite sua madre, Richeza era una nipote dell'imperatore Ottone III (parentela che fu determinante per il suo fidanzamento), Adelaide I, badessa di Quedlinburg e Sofia I, badessa di Gandersheim. 
I genitori di Richeza erano sposati nel 993, quindi nacque dopo tale data. Lo storico polacco Kazimierz Jasiński ha teorizzato che fosse di qualche anno più giovane di suo marito Miecislao II Lambert. 

### Regina di Polonia
Nel 1000, durante il congresso di Gniezno, fu raggiunto un accordo tra Boleslao I il Coraggioso e l'imperatore Ottone III. Essi decisero di rafforzare i legami tra le loro entità politiche combinando un matrimonio. La mancanza di figli di Ottone fece sì che le sette figlie di sua sorella Matilde (l'unica delle figlie di Ottone II che si sposò ed ebbe dei figli) diventassero potenziali spose per Miecislao, figlio ed erede di Boleslao I; fu scelta la maggiore delle nipoti di Ottone III, Richeza. Tuttavia l'inaspettata morte di Ottone nel 1002 e il riorientamento della politica imperiale da parte del suo successore, Enrico II, e le guerre tra Enrico e Boleslao portarono al ritardo del matrimonio. L'imperatore colse l'occasione per stringere un accordo con la famiglia degli Azzoni e a Merseburgo negoziò una pace temporanea con la Polonia. Il matrimonio tra Miecislao e Richeza ebbe luogo a Merseburgo, probabilmente durante le festività di Pentecoste. 
Dopo l'accordo finale di pace tra il Sacro Romano Impero e la Polonia, che fu firmato nel 1018 a Bautzen, Richeza e Miecislao ebbero stretti contatti con la corte tedesca. Nel 1021 parteciparono alla consacrazione di parte della cattedrale di Bamberga. 
Boleslao I il Coraggioso morì il 17 giugno 1025. Sei mesi dopo, il giorno di Natale, Miecislao II Lambert e Richeza furono incoronati re e regina di Polonia dall'arcivescovo di Gniezno, Ippolito, nella cattedrale di Gniezno. 
Il regno di Miecislao fu breve: nel 1031, a causa dell'invasione delle truppe tedesche e del principato di Kiev, fu costretto a fuggire in Boemia, dove fu imprigionato e castrato per ordine del duca Ulrico. Il fratellastro di Miecislao II, Bezprym, assunse il governo della Polonia e iniziò una crudele persecuzione degli seguaci dell'ex re. 
La Cronaca Brauweiler sostiene che poco dopo la fuga di suo marito, Richeza e i suoi figli fuggirono in Germania con la corona e le regalie polacche, che furono date all'imperatore Corrado II. Successivamente svolse un ruolo importante nel mediare un accordo di pace tra la Polonia e l'impero. Tuttavia, gli storici moderni tengono poco conto di queste affermazioni. 
Richeza e Miecislao II non si videro mai più; secondo alcune fonti, divorziarono ufficialmente o si separarono. Dopo che Bezprym fu assassinato nel 1032, Miecislao II fu liberato dalla prigionia e tornò in Polonia, ma fu costretto, con il trattato di Merseburgo del 1033, a dividere il paese con suo fratello Ottone e il cugino Dytryk. Nello stesso anno però, dopo che Ottone fu ucciso e Dytryk espulso dal paese, Miecislao II riunì la Polonia sotto il suo dominio. Tuttavia il suo dominio durò solo un anno: il 10 o l'11 luglio 1034, Miecislao II morì improvvisamente, probabilmente a seguito di una cospirazione. 
Il figlio di Richeza, Casimiro, era a quel tempo alla corte di suo zio materno Ermanno II, arcivescovo di Colonia. Nel 1037 il giovane principe tornò in Polonia per rivendicare il suo trono; probabilmente anche Richeza è tornò assieme a lui, anche se questo non è certo. Poco dopo, una ribellione dei baroni (uniti alla cosiddetta "reazione pagana" dei contadini) costrinse sia Casimiro che Richeza a fuggire di nuovo in Germania. Richeza non tornò più in Polonia. 

### Dopo il ritorno nell'impero

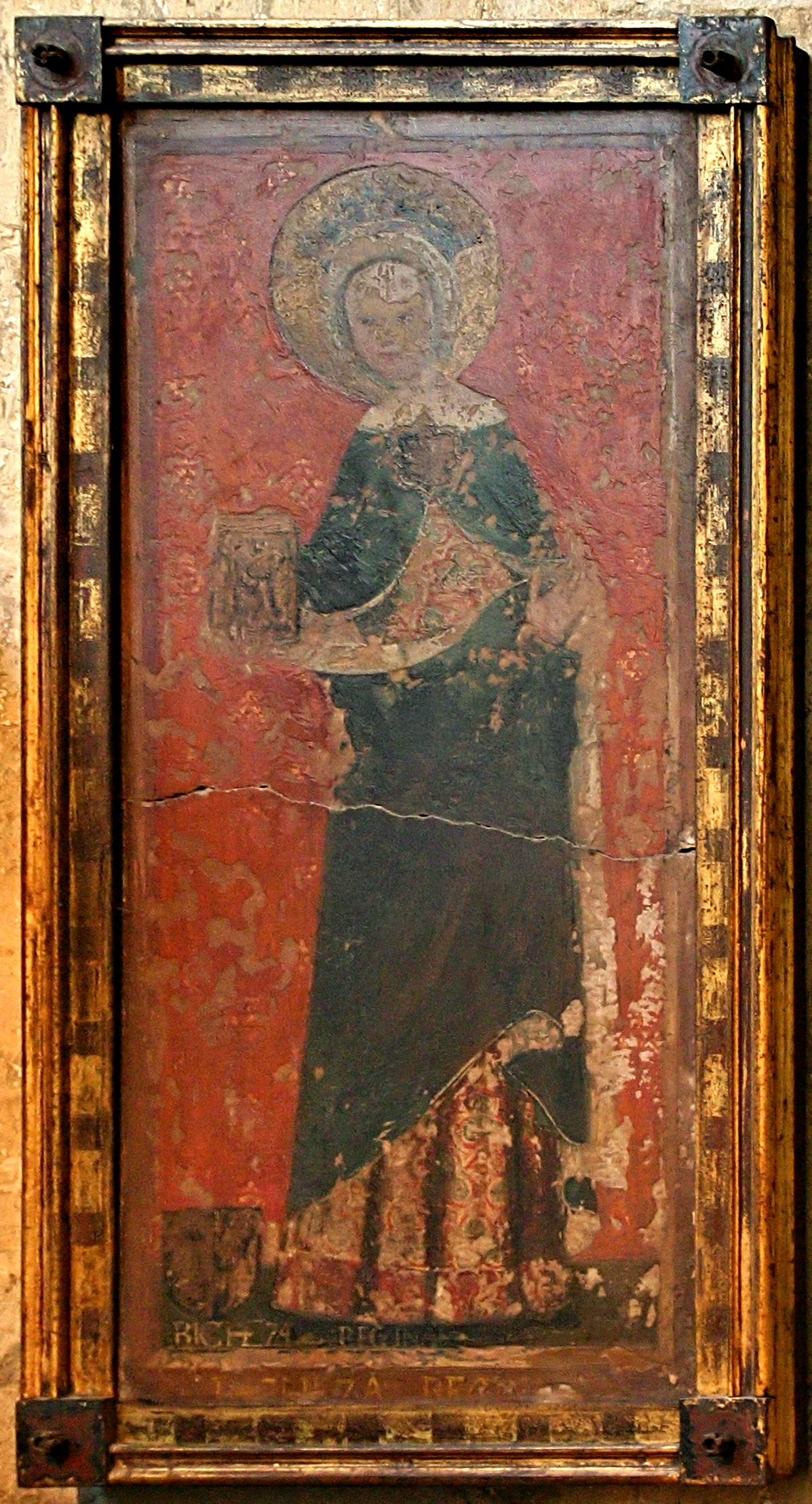
Richeza nella cattedrale di Colonia.

Il ritorno di Richeza in Germania portò ad una ridistribuzione dell'eredità di suo padre, perché nell'accordo precedente non era previsto che Richeza avrebbe avuto bisogno di un posto dove vivere. Essa ricevette Saalfeld, un possedimento che non apparteneva alla regione del Basso Reno, luogo in cui la dinastia degli Azzoni cercò di costruire un dominio coerente. Richeza si definiva ancora regina di Polonia, un privilegio che le era stato dato dall'imperatore. Da Saalfeld guidò l'opposizione polacca che sosteneva suo figlio Casimiro e nel 1039, con l'aiuto di Corrado II, riottenne finalmente il trono polacco. Durante gli anni 1040-1047 Richeza visse a Klotten, nella regione della Mosella. 
Il 7 settembre 1047 morì il fratello di Richeza, Ottone II di Svevia, l'ultimo rappresentante maschile della dinastia degli Azzoni, e con lui gli obiettivi territoriali e politici della sua famiglia. Richeza quindi ereditò gran parte dei possedimenti degli Azzoni. 
La morte di Ottone sembra abbia toccato Richeza; probabilmente i due erano molto vicini (Ottone la definì come sua unica figlia). Al suo funerale a Brauweiler, secondo Brunone di Toul (poi papa con il nome di Leone IX), RIcheza mise i suoi gioielli preziosi sull'altare e dichiarò che avrebbe trascorso il resto della sua vita come suora per preservare la memoria della dinastia degli Azzoni. Un altro obiettivo era probabilmente quello di garantire i diritti della dinastia rimanenti. 
Un documento del 17 luglio 1051 segnala che Richeza partecipò alla riorganizzazione delle proprietà degli Azzoni. Sua sorella Teofano, badessa di Essen, suo fratello Ermanno II, arcivescovo di Colonia e Richeza, trasferirono l'abbazia di Brauweiler all'arcidiocesi di Colonia. Ciò creò una disputa con l'imperatore, poiché questo trasferimento era già avvenuto sotto il dominio di Azzo. Questo disputa venne vinta dai tre fratelli. Il motivo del trasferimento era dovuto al fatto che in futuro questi domini non fossero assicurati ai discendenti degli Azzoni: dei dieci figli di Ezzo, solo Richeza e Ottone ebbero dei figli e nessuno di questi era in una posizione di vero potere sull'eredità degli Azzoni. Il trasferimento alla diocesi guidata da Ermanno II assieme a uno dei giovani Azzoni, avrebbe assicurato coesione alle proprietà. Nel 1054, in occasione di alcune donazioni all'abbazia di Brauweiler, Richeza espresse il desiderio di essere sepolta lì accanto a sua madre. Questa riorganizzazione, che apparentemente derivava dalla speranza che Ermanno II potesse sopravvivere alle sorelle, fallì, in quanto morì nel 1056. Il successore di Ermanno alla cattedra episcopale di Colonia, Annone II, cercò di aumentare il potere della sua diocesi a spese degli Azzoni. 
Richeza rispose alle ambizioni di Annone II con la rinuncia formale ai suoi possedimenti a Brauweiler, dandoli al monastero di Mosella, riservandosi l'uso permanente delle terre. Brauweiler era il centro della memoria degli Azzoni e voleva che fosse protetta, indipendentemente dalla posizione economica della famiglia. Quindi Richeza andò a Saalfeld, dove strinse accordi simili a favore della diocesi di Würzburg. Annone II protestò contro questi accordi, ma senza successo. Alla fine Richeza mantenne il dominio diretto solo sulle città di Saalfeld e Coburgo, ma mantenne il diritto di utilizzare fino alla sua morte altre sette località della Renania con i loro redditi aggiuntivi e 100 sterline d'argento all'anno dall'arcidiocesi di Colonia. Richeza morì il 21 marzo 1063 a Saalfeld. 

### Polemiche sull'eredità di Richeza
Richeza fu sepolta nella chiesa di santa Maria ad Gradus di Colonia e non, come aveva desiderato, a Brauweiler accanto alla madre. Ciò è dovuto all'azione dell'arcivescovo Annone II, che fece appello ad un accordo orale con Richeza. La contea di Klotten donò i suoi arrangiamenti funebri alla chiesa di santa Maria ad Gradus, il cui rapporto con Richeza, Ermanno II e Annone II non è chiaro. Forse la chiesa era un'opera incompiuta del fratello di Richeza e completata da Annone II, che voleva in questo modo proteggere parte del patrimonio degli Azzoni. L'abbazia di Brauweiler rivendicò la validità del documento del 1051 e chiese le spoglie della regina polacca. 
La disputa terminò nel 1090 quando l'allora arcivescovo di Colonia, Ermanno III, diede ragione al monastero di Brauweiler. Tuttavia la tomba di Richeza rimase a santa Maria ad Gradus fino al 1816, quando fu trasferita nella Cattedrale di Colonia. La sua tomba fu collocata nella cappella dedicata a San Giovanni Battista in un classico sarcofago in legno. Accanto alla bara sono appesi due ritratti medievali di Richeza e Annone II che provengono dalla tomba medievale di Santa Maria ad Gradus. 
La sua tomba fu aperta più volte dopo il trasferimento nella cattedrale di Colonia. L'ultima apertura fu nel 1959 e rivelò le sue ossa. Secondo le testimonianze, Richeza era di statura piccola e aggraziata. La clavicola mostrava tracce di frattura. Le reliquie di Richeza si trovavano nella chiesa di San Nicola a Brauweiler e furono trasferite nella chiesa parrocchiale di Klotter nel 2002. 

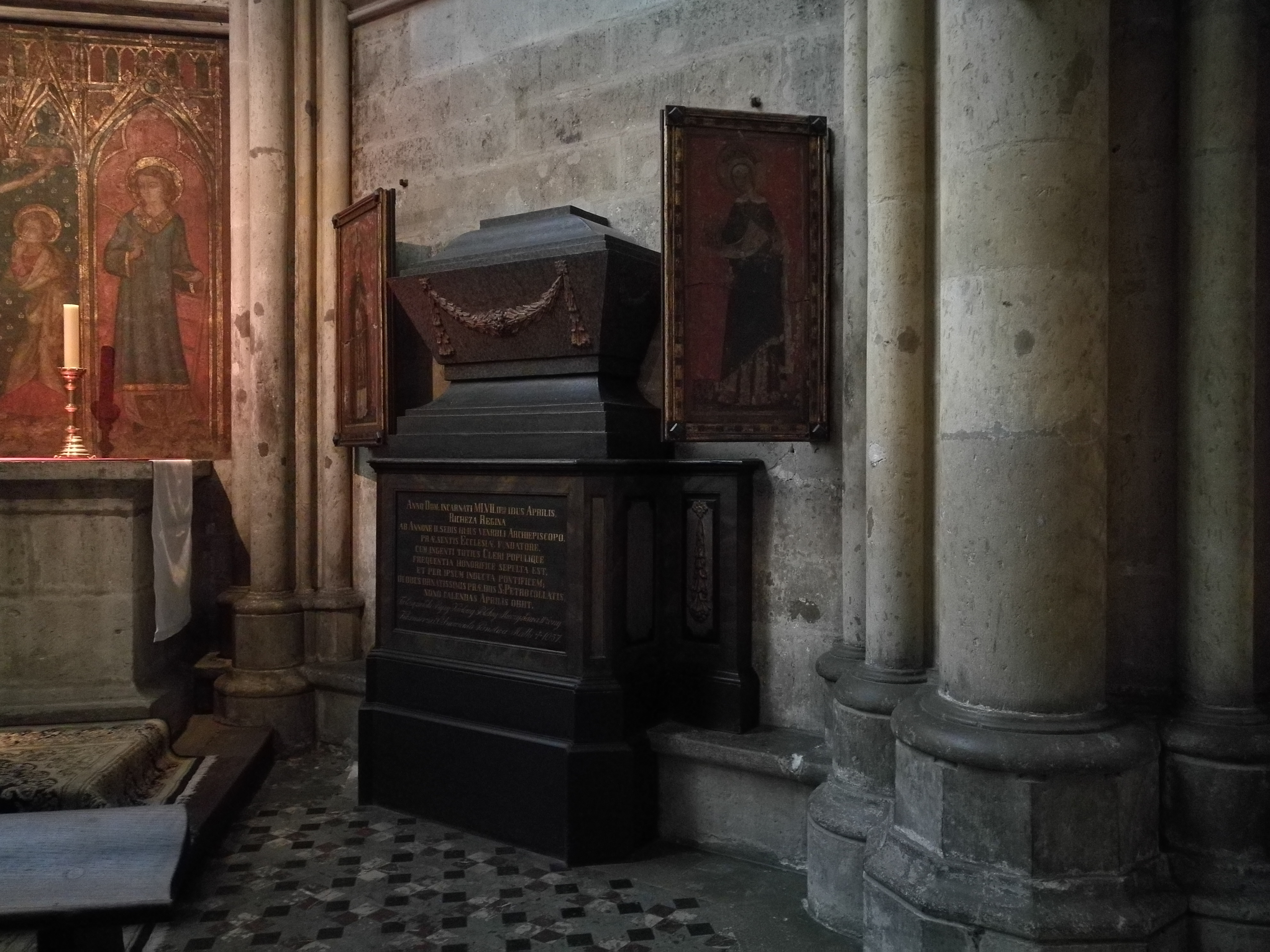
Tomba di Richeza di Lotaringia, cattedrale di Colonia.

### Attività

#### Abbazia di Brauweiler

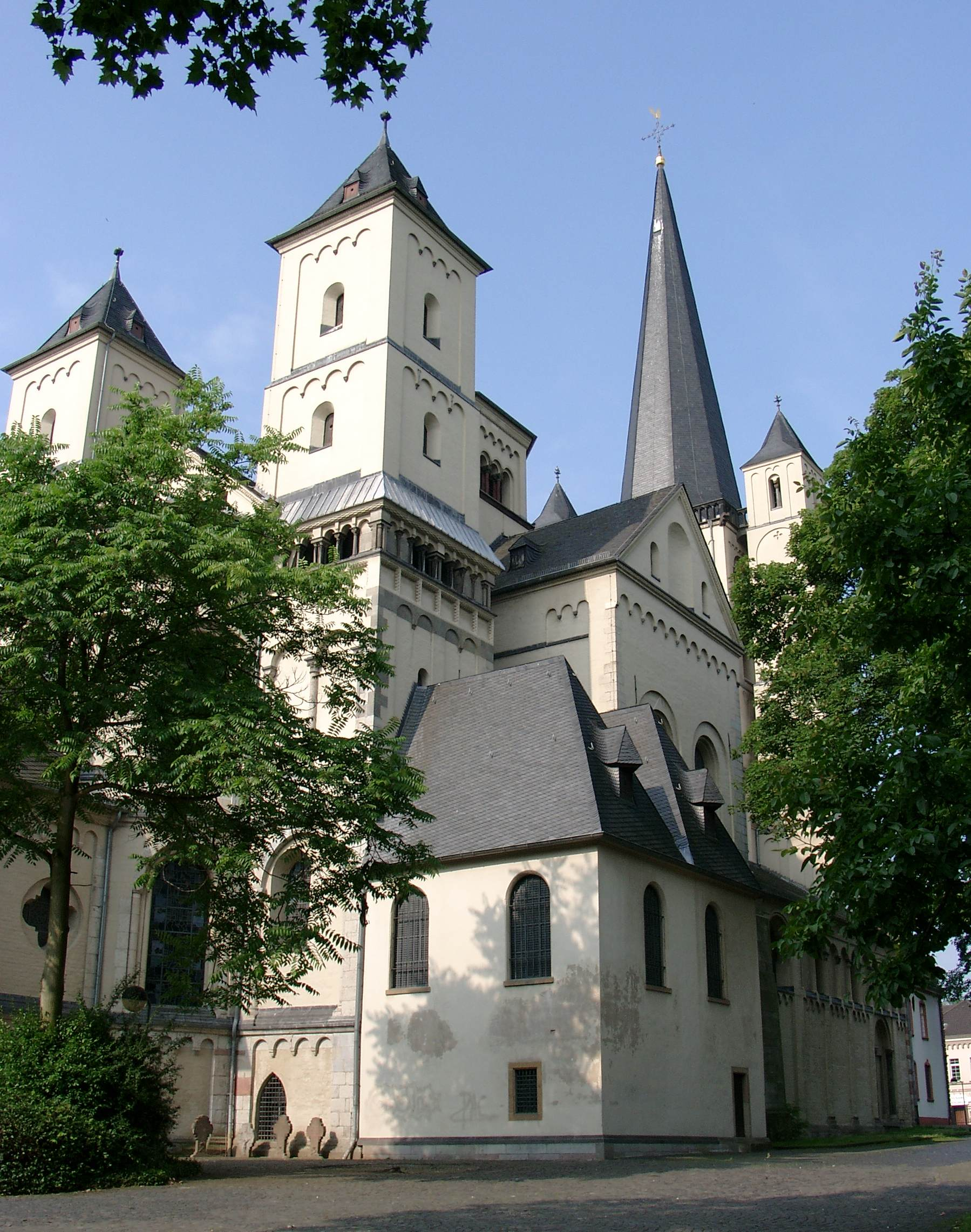
San Nicola, chiesa dell'ex abbazia di Brauweiler.

Il più importante dei progetti di Richeza fu la ricostruzione dell'abbazia di Brauweiler. I suoi genitori avevano fondato Brauweiler, ma la chiesa originale era arredata modestamente, il che era incompatibile con gli obiettivi territoriali della dinastia. Dopo la morte di Ottone, Richeza decise di fare di Brauweiler il centro della memoria della dinastia. Poiché l'edificio originale non era adatto a questo scopo, Richeza costruì una nuova abbazia, che rimane oggi in buone condizioni. Quando iniziò la costruzione, fu progettata una basilica a tre navate con pilastri che proiettava il transetto verso l'abside orientale attraverso una cripta. Le navate laterali avevano volte a crociera con soffitti piatti nella navata centrale. All'interno, la navata aveva cinque Pfeilerjoche, ognuno dei quali era grande la metà della traversata quadrata. In tutta l'abbazia si poteva vedere il soffitto a volta (per esempio nelle navate laterali, nei pilastri o nella cripta), elemento che può essere trovato in molti edifici degli Azzoni. La cripta fu consacrata l'11 dicembre 1051. La consacrazione del resto della costruzione avvenne il 30 ottobre 1063, sette mesi dopo la morte di Richeza. 
L'edificio ha tratto ispirazione dalla chiesa di Santa Maria in Campidoglio a Colonia, fondata dalla sorella di Richeza, Ida. Entrambe le cripte sono disposte in modo identico, tuttavia le due campate di Brauweiler erano più brevi. Nella chiesa superiore ci sono prove chiare dell'ispirazione dalla chiesa di Colonia. Brauweiler è vista come una copia della cattedrale di Colonia, probabilmente grazie all'influenza del fratello di Richeza, Ermanno II, che nel 1040 consacrò l'abbazia di Stavelot. 
Richeza progettò di far diventare Brauweiler la cripta della sua dinastia, portandovi le spoglie di sua sorella Adelaide, badessa di Nivelles nel 1051. Nel 1054 trasferì le spoglie di suo padre da Augusta per essere sepolto accanto a sua sorella. 

#### L'evangeliario di Richeza
L'evangeliario della regina Richeza (oggi in possesso dell'Universitäts- und Landesbibliothek Darmstadt), proviene da santa Maria ad Gradus, dove Richeza aveva uno spazio riservato nella navata centrale, normalmente occupata dai donatori. Non è chiaro se ciò sia stato fatto per volere di Annone II o per volere di Richeza stessa. Un'indicazione di quest'ultima tesi, tuttavia, è l'evangeliario. Il manoscritto è composto da 153 pagine in pergamena di 18 x 13,5 cm. In ciascuna delle 150 pagine del libro vi è scritta una preghiera, il che suggerisce un proprietario nobile. Le pagine seguenti contengono il memoriale degli Azzoni. In questi, oltre a Richeza, sono nominati Annone II e i suoi genitori. Le voci possono essere conteggiate tra i disegni del codice riconosciuto intorno al 1100. Il codice stesso fu scritto intorno al 1040, probabilmente nel Maasland, con ornamenti incompleti: Marco e Luca sono disegnati completamente, ma solo in uno schizzo preliminare. Matteo non è stato disegnato. Un'altra possibile indicazione è la data del codice: dopo il 1047, quando Richeza prese i voti religiosi e non ebbe bisogno di una firma per rappresentare la sua persona. Non è noto se sia rimasto in suo possesso e sia stato usato insieme ad altre reliquie di Annone II dal suo possedimento di santa Maria ad Gradus, o se fosse già stato donato a suo fratello prima della sua morte. 

## Ascendenza
|                         |                      |                         | Genitori               |  |  | Nonni |  |  | Bisnonni                   |  |  | Trisnonni |  |
|                         |                      |                         |                        |  |  |       |  |  | Erenfredo II di Lotaringia |  |  | …         |  |
|                         |                      |                         |                        |  |  |       |  |  | Erenfredo II di Lotaringia |  |  | …         |  |
|                         |                      | …                       |                        |  |  |       |  |  | Erenfredo II di Lotaringia |  |  |           |  |
| Ermanno I di Lotaringia |                      |                         |                        |  |  |       |  |  | Erenfredo II di Lotaringia |  |  |           |  |
|                         |                      | Richwara di Zulpichgau  | …                      |  |  |       |  |  |                            |  |  |           |  |
|                         |                      | Richwara di Zulpichgau  | …                      |  |  |       |  |  |                            |  |  |           |  |
|                         |                      | Richwara di Zulpichgau  | …                      |  |  |       |  |  |                            |  |  |           |  |
| Azzo di Lotaringia      |                      | Richwara di Zulpichgau  |                        |  |  |       |  |  |                            |  |  |           |  |
|                         |                      | Hucbald II di Dillingen | …                      |  |  |       |  |  |                            |  |  |           |  |
|                         |                      | Hucbald II di Dillingen | …                      |  |  |       |  |  |                            |  |  |           |  |
|                         |                      | Hucbald II di Dillingen | …                      |  |  |       |  |  |                            |  |  |           |  |
| Heylwig di Dillingen    |                      | Hucbald II di Dillingen |                        |  |  |       |  |  |                            |  |  |           |  |
|                         |                      | Dietbirg di Svevia      | …                      |  |  |       |  |  |                            |  |  |           |  |
|                         |                      | Dietbirg di Svevia      | …                      |  |  |       |  |  |                            |  |  |           |  |
|                         |                      | Dietbirg di Svevia      | …                      |  |  |       |  |  |                            |  |  |           |  |
| Richeza di Lotaringia   |                      | Dietbirg di Svevia      |                        |  |  |       |  |  |                            |  |  |           |  |
|                         | Ottone I di Sassonia | Enrico I di Sassonia    |                        |  |  |       |  |  |                            |  |  |           |  |
|                         | Ottone I di Sassonia | Enrico I di Sassonia    |                        |  |  |       |  |  |                            |  |  |           |  |
|                         | Ottone I di Sassonia | Matilde di Ringelheim   |                        |  |  |       |  |  |                            |  |  |           |  |
| Ottone II di Sassonia   | Ottone I di Sassonia |                         |                        |  |  |       |  |  |                            |  |  |           |  |
|                         |                      | Adelaide di Borgogna    | Rodolfo II di Borgogna |  |  |       |  |  |                            |  |  |           |  |
|                         |                      | Adelaide di Borgogna    | Rodolfo II di Borgogna |  |  |       |  |  |                            |  |  |           |  |
|                         |                      | Adelaide di Borgogna    | Berta di Svevia        |  |  |       |  |  |                            |  |  |           |  |
| Matilde di Germania     |                      | Adelaide di Borgogna    |                        |  |  |       |  |  |                            |  |  |           |  |
|                         |                      | Costantino Skleros      | …                      |  |  |       |  |  |                            |  |  |           |  |
|                         |                      | Costantino Skleros      | …                      |  |  |       |  |  |                            |  |  |           |  |
|                         |                      | Costantino Skleros      | …                      |  |  |       |  |  |                            |  |  |           |  |
| Teofano                 |                      | Costantino Skleros      |                        |  |  |       |  |  |                            |  |  |           |  |
|                         |                      | Sofia Foca              | Leone II Foca          |  |  |       |  |  |                            |  |  |           |  |
|                         |                      | Sofia Foca              | Leone II Foca          |  |  |       |  |  |                            |  |  |           |  |
|                         |                      | Sofia Foca              | …                      |  |  |       |  |  |                            |  |  |           |  |
|                         |                      | Sofia Foca              |                        |  |  |       |  |  |                            |  |  |           |  |